# Шнепфау
Шнепфау (нем. Schnepfau) — коммуна (нем. Gemeinde) в Австрии, в федеральной земле Форарльберг.
Входит в состав округа Брегенц. Площадь общины составляет 16,53 км², население — 470 человек (1 января 2021), плотность населения — 27 чел./км². Официальный код — 80232.

## Население
| Год  | Численность |
| ---- | ----------- |
| 1869 | 409         |
| 1889 | 360         |
| 1890 | 346         |
| 1900 | 291         |
| 1910 | 302         |
| 1923 | 315         |
| 1934 | 339         |
| 1939 | 329         |
| 1951 | 406         |
| 1961 | 378         |
| 1971 | 339         |
| 1981 | 373         |
| 1991 | 432         |
| 2001 | 483         |
| 2011 | 468         |
| 2021 | 470         |

## Политическая ситуация
Бургомистр коммуны — Йозеф Мосбруггер по результатам выборов 2005 года.
Совет представителей коммуны (нем. Gemeinderat) состоит из 9 мест.